# تشارلز شرينر
تشارلز شرينر (بالفرنسية: Charles Schreiner) هو مصرفي فرنسي، ولد في 22 فبراير 1838 في ألزاس في فرنسا، وتوفي في 9 فبراير 1927.